# Уоско (Орегон)
Уоско (англ. Wasco) — город, расположенный в округе Шерман штата Орегон, США. По данным переписи населения 2010 года в городе проживало 410 человек.

## География

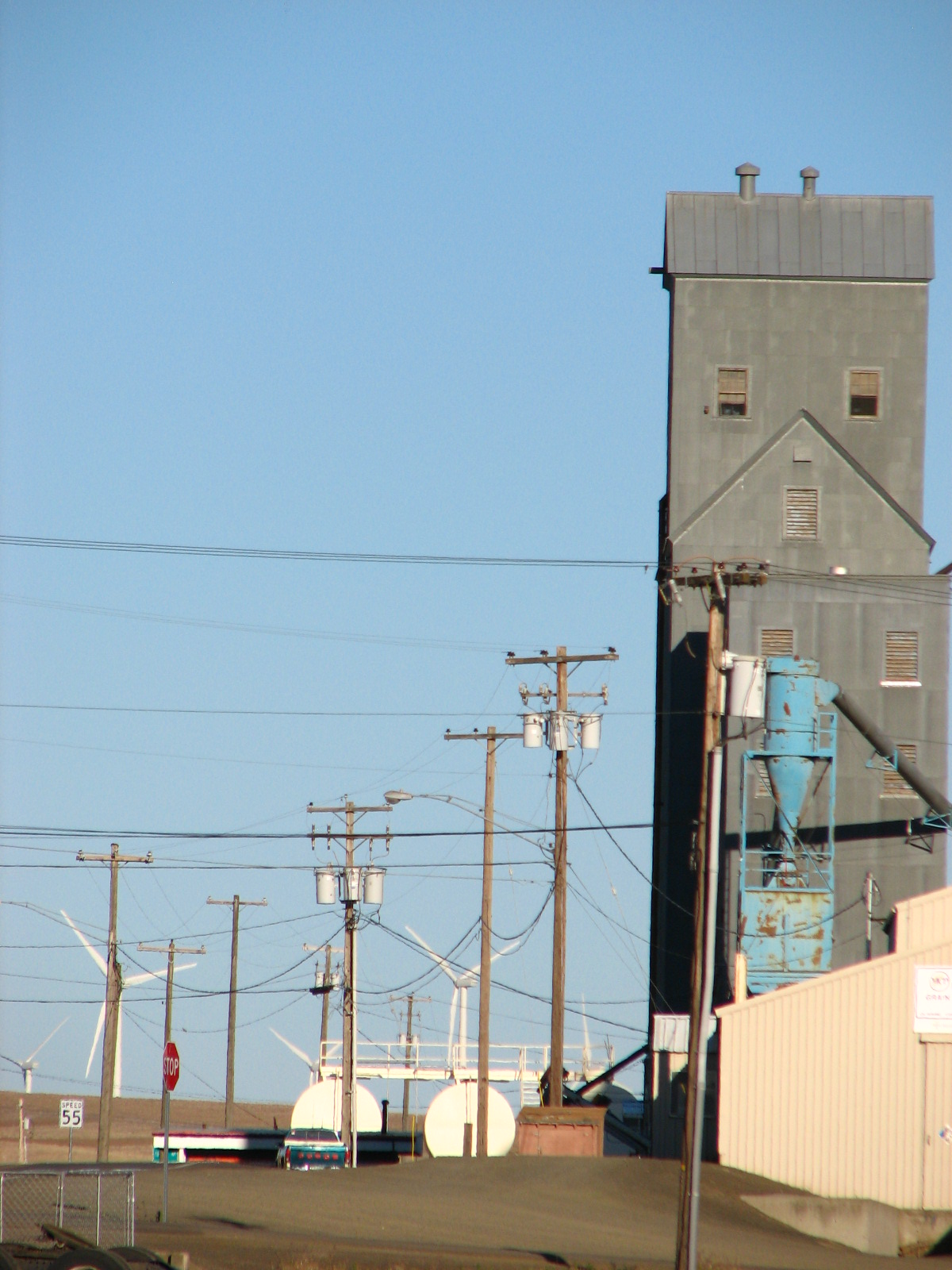
Промышленная зона Уоско

По данным Бюро переписи населения США, общая площадь города составляет 2,59 км².
По городу Уоско назван «уоскоит», минерал на основе белой глины, обнаруженный около Бигс-Джанкшена, знаменитого своей разновидностью яшмы.

## Климат
Этот климатический регион характеризуется тёплым (но не жарким) и сухим летом со среднесезонной температурой не выше 22 °C. Согласно системе классификации климата Кёппена, в Руфусе средиземноморский климат (Csb) с тёплым летом.

## Население
Согласно переписи населения 2010 года в городе проживало 410 человек. Плотность населения 158,3 чел./км². Расовый состав города: 95,6 % — белые,  0,5 % — афроамериканцы, 0,7 % — коренные жители США, 0,2 % — американцы азиатского происхождения, 0,2 % — американцы тихоокеанского происхождения, 1,5 % — представители других рас, 1,2 % — представители двух и более рас. Число испаноязычных жителей любых рас составило 2,0 %.
Население города по возрастному признаку распределилось таким образом: 18 % — жители моложе 18-ти лет, 7,9 % находились в возрасте от 18 до 24-х лет, 18,3 % находились в возрасте от 25 до 44-х лет, 31,9 % находились в возрасте от 45 до 64-х лет, 23,9 % — лица 65 лет и старше. Гендерный состав: 48,5 % — женщины и 51,5 % — мужчины.